# Gant-Wevelgem 1998
La Gant-Wevelgem 1998 fou la 60a edició de la cursa ciclista Gant-Wevelgem i es va disputar el 8 d'abril de 1998 sobre un recorregut de 208 km. El vencedor fou el belga Frank Vandenbroucke (Mapei-Bricobi), que s'imposà en solitari després d'atacar als seus dos companys d'escapada a manca de 2 quilòmetres per l'arribada. El danès Lars Michaelsen (TVM-Farm Frites) i el belga Tristan Hoffman (Mapei-Bricobi) completaren el podi.

## Classificació final
|    | Cilista                   | Equip                     | Temps      |
| -- | ------------------------- | ------------------------- | ---------- |
| 1  | Frank Vandenbroucke (BEL) | Mapei-Bricobi             | 5h 06' 00" |
| 2  | Lars Michaelsen (DEN)     | TVM-Farm Frites           | + 7"       |
| 3  | Nico Mattan (BEL)         | Mapei-Bricobi             | + 7"       |
| 4  | Andrei Txmil (BEL)        | Lotto-Mobistar            | + 30"      |
| 5  | Laurent Desbiens (FRA)    | Cofidis                   | + 30"      |
| 6  | Erik Zabel (GER)          | Team Deutsche Telekom     | + 30"      |
| 7  | Henk Vogels (AUS)         | GAN                       | + 30"      |
| 8  | Peter Van Petegem (BEL)   | TVM-Farm Frites           | + 30"      |
| 9  | Jeroen Blijlevens (NED)   | TVM-Farm Frites           | + 30"      |
| 10 | Fabio Baldato (ITA)       | Riso Scotti-MG Maglificio | + 30"      |